# Arne Lietz
Arne Lietz (ur. 23 lipca 1976 w Güstrowie) – niemiecki polityk, deputowany do Parlamentu Europejskiego VIII kadencji.

## Życiorys
Po ukończeniu szkoły średniej pracował w pacyfistycznej organizacji pozarządowej w Bostonie oraz w Goethe-Institut w tym samym mieście. W latach 1997–2004 studiował historię, nauki polityczne i pedagogikę na Uniwersytecie Humboldta w Berlinie oraz na Uniwersytecie Kapsztadzkim, uzyskując magisterium z historii. Był następnie m.in. europejskim przedstawicielem amerykańskiej organizacji edukacyjnej Facing History and Ourselves i asystentem posła do Bundestagu Engelberta Wistuby. W 2010 został zatrudniony w administracji miejskiej Wittenbergi jako referent w biurze burmistrza.
W 2008 został członkiem Socjaldemokratycznej Partii Niemiec, obejmował różne funkcje w lokalnych i regionalnych strukturach tego ugrupowania. W wyborach europejskich w 2014 z ramienia socjaldemokratów uzyskał mandat posła do Europarlamentu VIII kadencji.